# Casanova Elvo
Casanova Elvo är en ort och kommun i provinsen Vercelli i regionen Piemonte, Italien. Kommunen hade 223 invånare (2018).